# Svetlana Nikishina
Svetlana Dmitriyevna Nikishina (em russo:  Светлана Дмитриевна Никишина; Cheliabinsk, 20 de outubro de 1958) é uma ex-jogadora de voleibol da Rússia que competiu pela União Soviética nos Jogos Olímpicos de 1980.
Em 1980, ela fez parte da equipe soviética que conquistou a medalha de ouro no torneio olímpico, no qual atuou em cinco partidas.